# Тиммерманс, Франс
Францискус Корнелис Герардус Мария (Франс) Тиммерманс (нидерл. Franciscus Cornelis Gerardus Maria (Frans) Timmermans; род. 6 мая 1961, Маастрихт) — нидерландский политический и государственный деятель. Лидер партийного объединения «Зелёные левые — Партия труда» (GroenLinks–PvdA). В прошлом — министр иностранных дел Нидерландов (2012—2014), первый заместитель председателя и европейский комиссар по межведомственным отношениям и верховенству права в комиссии Юнкера (2014—2019), исполнительный заместитель председателя Комиссии фон дер Ляйен и еврокомиссар по вопрсам климата (2019—2023).

## Биография

### Ранние годы
Полное имя — Францискус Корнелис Герардус Мария (Franciscus Cornelis Gerardus Maria), родился 6 мая 1961 года в Маастрихте (нидерландская провинция Лимбург), в католической семье. Учился в начальной школе в Синт-Стевенс-Волюве (Бельгия), с 1972 по 1975 год — в английской школе Святого Георгия в Риме, с 1975 по 1980 год — в Бернардинус-колледже (Херлен, Нидерланды). В 1980—1985 годах получил высшее образование в университете Неймегена по специальности «французский язык и литература», одновременно в 1984—1985 годах прослушал курсы по европейскому праву, истории и французской литературе в университете Нанси. С 6 января 1986 по 1 августа 1987 года проходил службу в военной разведке Нидерландов в качестве переводчика с русского языка.
Свободно владеет английским, французским, немецким, русским, итальянским и люксембургским языками, понимает по-испански.

### Дипломатическая служба и начало политической деятельности
В 1987—1990 годах был сотрудником аппарата Министерства иностранных дел Нидерландов, в 1990—1993 годах — второй секретарь посольства Нидерландов в Москве. В 1993—1994 годах являлся заместителем руководителя секции отношений с Евросоюзом в аппарате министра по развитию сотрудничества, в 1994—1995 годах состоял в аппарате еврокомиссара по внешним связям Ганса ван ден Брука, в 1995—1998 годах — старший советник и личный секретарь верховного комиссара по делам национальных меньшинств ОБСЕ Макса ван дер Стула. В 1998—2007 годах — депутат парламента Нидерландов от Партии труда, в 2007—2010 годах — статс-секретарь Министерства иностранных дел, в 2010—2012 годах вновь представлял в парламенте ту же партию.

### Министр иностранных дел

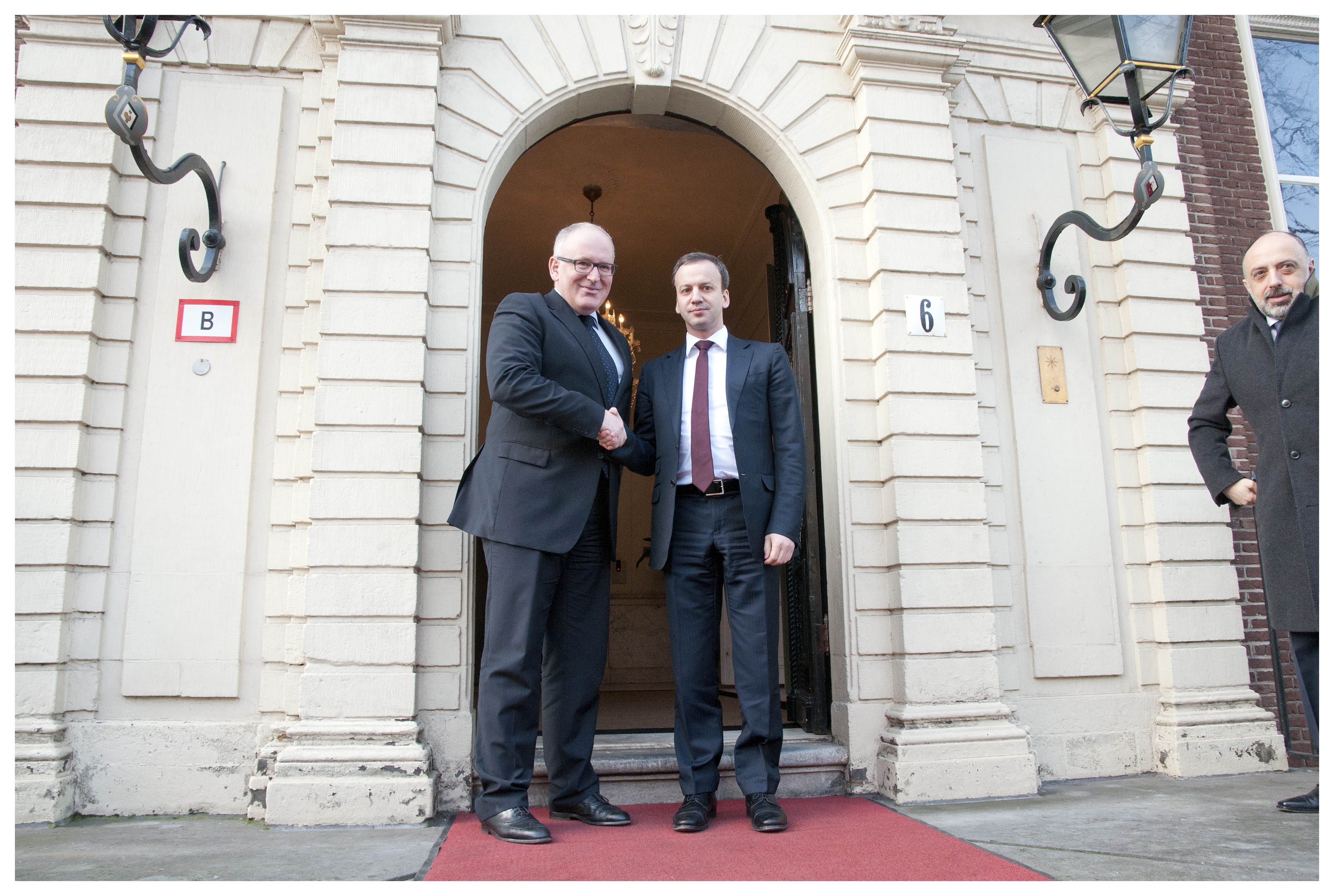
Встреча с заместителем председателя правительства России Аркадием Дворковичем (29 января 2014 года).

В январе 2012 года Тиммерманс предпринял неудачную попытку избрания на должность комиссара Совета Европы по правам человека. В феврале этого же года случилась непреднамеренная (по утверждению самого Тиммерманса) утечка его сообщения электронной почты с критикой лидера Партии труда Кохена в связи с его стремлением изменить политику партии в «левом» направлении. В результате последовавшего внутрипартийного кризиса состоялись выборы нового лидера, на которых победил Дидерик Самсом, и в том же 2012 году Тиммерманс получил должность министра иностранных дел Нидерландов, которую занимал до 2014 года.
7 октября 2013 года полиция задержала российского дипломата Д. А. Бородина в его гаагской квартире. Франс Тиммерманс, изучив обстоятельства происшествия, пришёл к выводу, что правоохранительные органы Нидерландов нарушили Венскую конвенцию, принёс извинения России и пообещал привлечение виновных к ответственности. Одновременно он заявил, что полицейские действовали в соответствии со своей профессиональной ответственностью.
24 марта 2014 года, во время многосторонней встречи на высшем уровне по ядерной безопасности в Гааге, обмениваясь с государственным секретарём США Керри мнениями об отношениях двух стран, Тиммерманс полностью поддержал политику США в Сирии, а также их роль в ближневосточном мирном процессе и в разрешении украинского кризиса.
После гибели 17 июля 2014 года почти 200 граждан Нидерландов в катастрофе малайзийского Boeing 777 в районе Донецка большой международный отклик получило эмоциональное выступление Тиммерманса 22 июля в ООН, когда он высказал возмущение неуважением к телам погибших и к их имуществу:

До последнего своего дня я не смогу понять, почему допуск спасателей к месту их тяжёлой работы потребовал так много времени. Чтобы использовать останки в политической игре? Если кто-нибудь за этим столом говорит о политической игре, это она и есть, это политическая игра вокруг человеческих останков, и она омерзительна. Я надеюсь, что мир больше никогда не увидит ничего подобного. Кадры с разбросанными детскими игрушками, открытый багаж и паспорта, паспорта детей, показываемые по телевидению. Они превращают наше горе и нашу скорбь как нации в гнев. Мы требуем беспрепятственного доступа к месту катастрофы, мы требуем уважительного обращения с местом катастрофы, мы требуем охранения достоинства жертв и множества людей, которые скорбят о них. Они заслуживают возвращения домой.
Оригинальный текст (англ.) To my dying day, I will not understand why it took so long for rescue workers to be allowed to do their difficult jobs. For remains to be used in a political game? If someone around this table talks about a political game, this is it, this is the political game, it has been played with human remains and it is despicable. I hope the world will not have to witness this again. Images of children's toys being tossed around, luggage being opened, and passports, passports of children, shown on television. They are turning our grief and mourning into anger, as a nation. We demand unimpeded access to the crash site, we demand respectful treatment of the crash site, we demand dignity for the victims and the multitudes who mourn their loss. They deserve to be home
— 
.

### Первый заместитель председателя Комиссии Юнкера

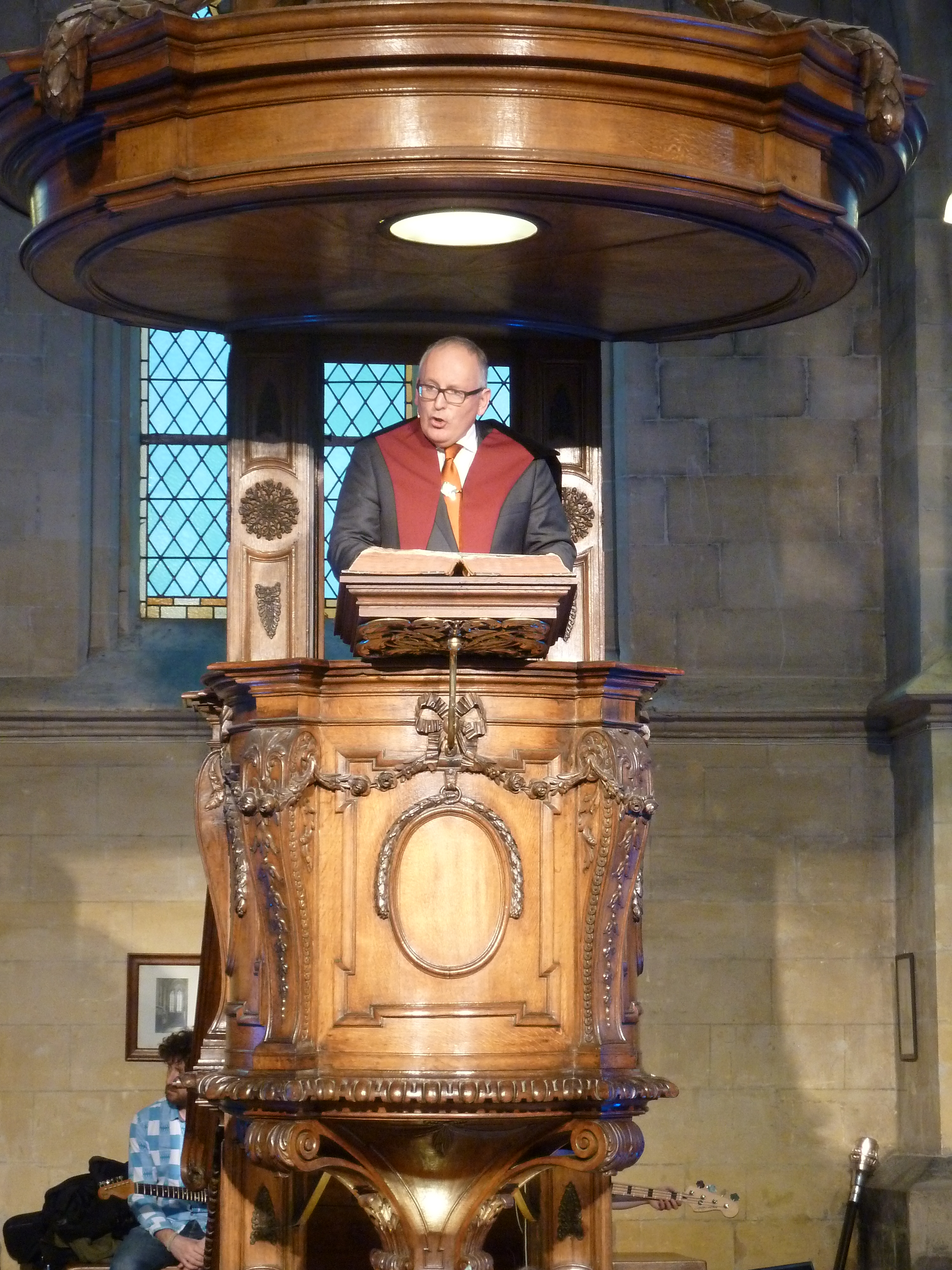
Выступление на торжествах по случаю 39-й годовщины основания Маастрихтского университета (16 января 2015).

C 1 ноября 2014 года является первым заместителем председателя Европейской комиссии Ж.-К. Юнкера и европейским комиссаром по улучшению регулирования, межведомственным отношениям, верховенству закона и Хартии фундаментальных прав.
Избран ведущим кандидатом Партии Европейских социалистов на выборах в Европарламент 2019 года.
23 мая 2019 года в Нидерландах состоялись очередные европейские выборы, которые принесли Партии труда неожиданный успех — она получила более 18 % голосов, удвоив свой результат 2014 года.
30 июня 2019 года состоялась встреча глав государств и правительств Евросоюза для рассмотрения кандидатур на основные должности в будущей Еврокомиссии, накануне которой Тиммерманс входил в число претендентов на должность председателя. Тем не менее, консенсуса достичь не удалось из-за возражений стран Вышеградской группы (против двух из них, Польши и Венгрии, Тиммерманс по своей должности в комиссии Юнкера инициировал процедуры ЕС ввиду нарушения принципов правового государства).
2 июля 2019 года Тиммерманс отказался от мандата евродепутата.
10 сентября 2019 года Урсула фон дер Ляйен, избранная новым председателем Европейской комиссии, обнародовала состав своего будущего кабинета и распределение портфелей. Франсу Тиммермансу предложена должность исполнительного заместителя председателя с полномочиями в области проблем глобального изменения климата.

### Исполнительный заместитель председателя Комиссии Фон дер Ляйен
1 декабря 2019 года Комиссия фон дер Ляйен приступила к исполнению своих полномочий.
Обязанности заместителей были предварительно уточнены председателем Комиссии в письме о её задачах, в котором Франс Тиммерманс назван «первым исполнительным заместителем председателя», хотя официально он значится одним из трёх исполнительных заместителей. К числу его задач относятся следующие: проведение законодательства о полном уничтожении к 2050 году антропогенных факторов глобального потепления; повышение планки сокращения выброса парниковых газов к 2030 году с 40 % до 50-55 %; учреждение так называемого «Фонда справедливого преобразования» (Just Transition Fund) для оказания помощи регионам, наиболее уязвимым в связи с переходом к экологичным технологиям; сокращение выбросов парниковых газов транспортом; учреждение налога на превышение предела использования углеводоров (Carbon Border Tax) и пересмотр директивы о налогообложении энергетических отраслей (Energy Taxation Directive).
22 августа 2023 года Тиммерманс ушёл в отставку, решив принять участие в парламентских выборах в Нидерландах, и временно исполняющим обязанности еврокомиссара по вопросам климата стал Марош Шевчович.

### Возвращение в нидерландскую политику
Тиммерманс возглавил предвыборный блок Партии труда и Зелёных левых и заявил прессе о готовности взять власть, но низкой вероятности будущей правительственной коалиции с Народной партией за свободу и демократию.
22 ноября 2023 года состоялись выборы, по итогам которых относительное большинство сенсационно получила крайне правая Партия свободы Герта Вилдерса, от правительственной коалиции с которой Тиммерманс немедленно отказался.

## Награды
Франс Тиммерманс является рыцарем нидерландского Ордена Оранских-Нассау (17 марта 2010), а также имеет государственные награды других государств:
- Офицер Ордена Заслуг перед Республикой Польша (2006, Польша)
- Орден почёта «Золотая пальма» (Болгария)
- Командор Ордена «За заслуги» (2006, Румыния)[18]
- Рыцарь Ордена Почётного легиона (2007, Франция)
- Большой крест Ордена Южного Креста (2008, Болгария)
- Первая степень Ордена Креста земли Марии (2008, Эстония)
- Большой крест Ордена Великого князя Литовского Гядиминаса (2008, Литва)
- Командор Ордена Полярной звезды (2009, Швеция)
- Большой крест Ордена Заслуг (2009, Чили)
- Большой крест Ордена Заслуг перед Республикой Польша (2014, Польша)